# Santo Tomás (Nicaragua)
Santo Tomás is een stad en gemeente in het Nicaraguaanse departement Chontales. In 2015 had Santo Tomás 18.900 inwoners op een oppervlakte van 546,60 km².

## Stedenband
Santo Tomás heeft een stedenband met:
- Mol (België)